# The National Front Disco
The National Front Disco er en komposition af den britiske sanger Morrissey; udgivet på albummet Your Arsenal (1992). Med nummeret er han blevet anklaget for at være racistisk, skønt han samme år ved en genforeningskoncert på Finsbury Park i London, den såkaldte Madness Madstock!, opførte nummeret Glamorous Glue, klædt og svøbt i guldskjorte og Union Jack med et baggrundstæppe, der viste to kvindelige skinheads, hvor i forbindelse med han blev beskudt af kasteskyts fra netop, skinheads.